# Mexikanische Eishockeynationalmannschaft

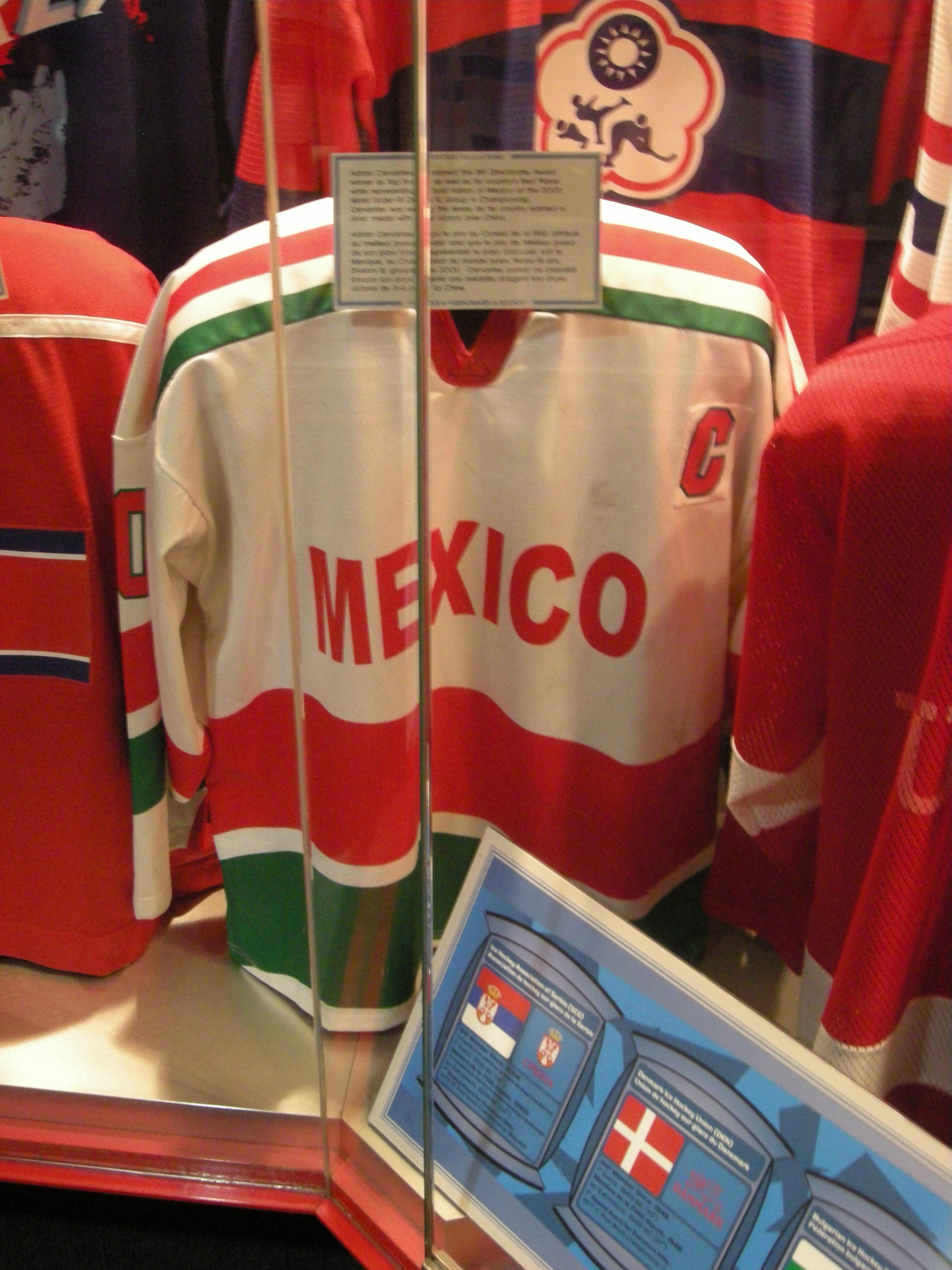
Trikot der Mexikanischen Eishockeynationalmannschaft

Die mexikanische Eishockeynationalmannschaft der Herren der Männer wurde nach der Weltmeisterschaft 2021 in der IIHF-Weltrangliste auf Platz 37 geführt. Mexiko ist (neben Kanada und den USA) eines von nur drei amerikanischen Ländern und das einzige Land in Lateinamerika, das regelmäßig an internationalen Wettbewerben teilnimmt. Die Nationalmannschaft sowie der nationale Spielbetrieb werden von der Federacion Deportiva de Mexico de Hockey sobre Hielo organisiert.

## Geschichte
Seine Premiere feierte das mexikanische Team bei der D-WM 2000 in Reykjavík. Zuvor hatte eine mexikanische Auswahl nur an Junioren-Weltmeisterschaften teilgenommen. Dort erreichte die Mannschaft zwar nur den siebten und damit drittletzten Platz, wurde damit allerdings aufgrund der Umstrukturierung der IIHF-Weltmeisterschaftsturniere gleich in die neu gegründete, drittklassige Division II aufgenommen, aus der die Mexikaner jedoch im Jahr darauf in Bukarest gleich wieder abstiegen. Seitdem entwickelte sich die mexikanische Auswahl zu einer „Fahrstuhlmannschaft“ zwischen den Divisionen II und III. Der vorerst letzte Aufstieg datiert aus dem Jahr 2005; bei der Heim-WM konnten alle Gegner besiegt werden – gegen das im gesamten Turnier hoffnungslos überforderte Armenien gelang sogar ein 48:0.
2006 beim Division-II-Turnier in Neuseeland gelang der erste Sieg Mexikos in der Drittklassigkeit, indem man die Gastgeber schlug und somit den sofortigen Wiederabstieg vermeiden konnte. 2007 wurden die Mexikaner erneut Fünfter, was diesmal aufgrund des Rückzugs der Mannschaft Nordkoreas zwar den letzten Platz bedeutete, aus demselben Grund aber nicht in den Abstieg mündete. Die politischen Querelen auf der ostasiatischen Halbinsel waren in diesem Falle also Mexikos Glück, denn gegen die stärker eingeschätzten Nordkoreaner hätte es wohl eine weitere Niederlage gegeben, die zum Abstieg geführt hätte. Insgesamt waren bei der Mannschaft aus Mexiko jedoch Fortschritte zu erkennen; zwar verlor man sämtliche Partien, konnte jedoch insofern mithalten, als nur eine einzige Niederlage, ein 2:12 gegen Australien, zweistellig ausfiel. Bei den Titelkämpfen 2008 gelangen dann sogar zwei Siege gegen Island (6:4) und Neuseeland (2:0) und damit mit Platz vier der Division II die bisher beste Platzierung. Auch 2009 konnte mit einem 4:2-Sieg gegen Südafrika die Klasse gehalten werden. 2011 konnte die Spielklasse nur gehalten werden, da die Auswahl Nordkoreas wegen ihres Nichtantritts automatisch in die niedrigste Spielklasse, die Division III, eingestuft wurde. Im Zuge der WM-Strukturreformen zur Spielzeit 2012 wurde Mexiko in der fünftklassigen Division II, Gruppe B gesetzt; dieser Leistungsklasse gehört die mexikanische Auswahl seitdem an.
In den 2010er Jahren nahm Mexiko zudem am pan-amerikanischen Eishockeyturnier teil, dass nach zwei zweiten Plätzen 2016 und 2017 gewonnen werden konnte.

## Platzierungen

### Weltmeisterschaften
- 2000, D-WM in Reykjavík: 7. Platz (damit Aufsteiger in die Division II)
- 2001, Division II, Gruppe B in Bukarest (Rumänien): 6. Platz (damit Absteiger in die Division III)
- 2002, Division III in Mexiko-Stadt: 2. Platz (damit Aufsteiger in die Division II)
- 2003, Division II, Gruppe A in Seoul (Südkorea): 6. Platz (damit Absteiger in die Division III)
- 2004, Division III in Reykjavík (Island): 3. Platz
- 2005, Division III in Mexiko-Stadt: 1. Platz (damit Aufsteiger in die Division II)
- 2006, Division II, Gruppe C in Auckland (Neuseeland): 5. Platz
- 2007, Division II, Gruppe B in Seoul (Südkorea): 5. Platz
- 2008, Division II, Gruppe B in Newcastle (Australien): 4. Platz
- 2009, Division II, Gruppe B in Sofia (Bulgarien): 5. Platz
- 2010, Division II, Gruppe A in Mexiko-Stadt: 5. Platz
- 2011, Division II, Gruppe A in Melbourne, Australien: 5. Platz
- 2012, Division II, Gruppe B in Sofia: 4. Platz
- 2013, Division II, Gruppe B in İzmit: 3. Platz
- 2014, Division II, Gruppe B in Jaca: 2. Platz
- 2015, Division II, Gruppe B in Kapstadt: 3. Platz
- 2016, Division II, Gruppe B in Mexiko-Stadt: 2. Platz
- 2017, Division II, Gruppe B in Auckland: 5. Platz
- 2018, Division II, Gruppe B in Granada: 5. Platz
- 2019, Division II, Gruppe B in Mexiko-Stadt: 5. Platz
- 2020–2021: keine Austragung
- 2022, Division II, Gruppe B in Reykjavík: 5. Platz
- 2023, Division II, Gruppe B in Istanbul: 6. Platz
- 2024, Division III, Gruppe A in Bischkek: 6. Platz
- 2025, Division III, Gruppe B in Santiago de Querétaro: 1. Platz

### Pan-amerikanisches Eishockeyturnier
- 2014: 2. Platz (von 5)
- 2015: 2. Platz (von 6, die U17-Auswahl wurde 4.)
- 2016: 1. Platz (von 6, die B-Mannschaft wurde 3.)
- 2017: 1. Platz (von 9, die B-Mannschaft wurde 3.)